# Luminous Rot
Luminous Rot è il ventiquattresimo album in studio del gruppo musicale canadese Nadja, pubblicato nel 2021.

## Tracce
1. Intro – 3:28
2. Luminous Rot – 6:16
3. Cuts on Your Hands – 12:29
4. Starres – 9:23
5. Fruiting Bodies – 7:16
6. Dark Inclusions – 7:47

## Formazione

### Gruppo
- Aidan Baker – voce, chitarra, drum machine
- Leah Buckareff – voce, basso